# 49-я гвардейская зенитная ракетная бригада
49-я гвардейская зенитная ракетная бригада (сокр. 49 зрбр, в/ч 21555) — тактическое соединение ПВО Сухопутных войск Российской Федерации. Бригада дислоцируется в г. Смоленск Смоленской области.
Соединение находится в составе 1-й гвардейской танковой армии.

## История
14 ноября 1967 года в городе Луга Ленинградской области началось формирование зенитной ракетной бригады Ленинградского военного округа. Командиром бригады назначили полковника Сурикова Николая Поликарповича. Специалисты личного состава новой бригады были выделены из частей ЛенВО, кроме того бригада пополнилась выпускниками учебных заведений и учреждений других военных округов. День годового праздника части — 19 ноября.
3 января 1968 года офицеры, сержанты и солдаты частей и боевых подразделений эшелоном убыли на переучивание в учебный центр ПВО Сухопутных войск в г. Оренбург. Оставшийся личный состав приступил к боевой подготовке на месте постоянной дислокации в г. Луга, где продолжалась плановая учёба.
С 1 июня 1968 года части и подразделения бригады убыли на государственный полигон Эмба для получения материальной части зенитного ракетного комплекса 1C32, 2К11"Круг-А" и участия в начальных боевых стрельбах. По итогам боевой подготовки, результатам переучивания и выполнения начальных боевых стрельб бригада была оценена на «хорошо». В октябре дивизионы возвратились в место постоянной дислокации в г. Луга и продолжили плановую учёбу по дальнейшему освоению комплекса.
С 29 января по 12 февраля 1969 года бригада из Ленинградского военного округа действовала в составе 3-й общевойсковой армии Группы советских войск в Германии (ГСВГ) и с 20 марта 1969 года, после устройства на новом месте дислокации в Планкене, приступила к плановой боевой и политической подготовке. На этот момент бригада имела четыре зенитных ракетных дивизиона:658-й, 667-й, 673-й, 1309-й.
С 1 января 1971 года бригада приступила к несению боевого дежурства по охране воздушных границ ГДР. В 1972 году за высокие показатели боевой и политической подготовки, воинской дисциплины и выполнения существующих социалистических обязательств в честь 50-летия образования СССР бригада среди частей ПВО группировки Советских войск в Германии была награждена переходящим Красным знаменем Военного Совета Группы.
С 1 по 16 июля 1979 года на государственном полигоне Эмба бригада перевооружилась на новый тип ЗРК «Круг-М2».
После получения техники с бригадой проведено тактическое учение с опытной боевой стыковочной стрельбой.
16 июля 1980 года, согласно постановлению Президиума Верховного совета СССР от 12 ноября 1979 года, 49-й зенитной ракетной бригаде вручено Боевое знамя и грамота Президиума Верховного Совета СССР.
В 1986 г. за высокие достижения в боевой и политической подготовке, укреплении воинской дисциплины бригада награждена переходящим Красным Знаменем Военного совета Сухопутных войск СА.
В период с 1 апреля по 25 июля 1987 года бригада проходила обучение в учебном центре войск ПВО СВ в г. Кунгуре Пермской области, после чего, с 1 августа по 15 октября 1987 года, на государственном полигоне Эмба бригада была перевооружена на зенитный ракетный комплекс «Бук».
В 1994 г. части и подразделения бригады занимались непосредственной подготовкой к выводу с территории ГДР, передислокацией и обустройством в новом пункте дислокации в г. Ельне Смоленской области.
В период с 7 по 13 сентября 2000 года бригада участвовала в стратегических исследовательских учениях «Оборона — 2000», проводимых под руководством первого заместителя министра обороны Российской Федерации. Общая оценка — «хорошо».
С августа 1998 года по ноябрь 1999 года личный состав бригады нёс боевое дежурство в зоне грузино-абхазского вооружённого конфликта, в составе миротворческих сил Российской Федерации.
В период с августа 2012 года по декабрь 2012 года бригада передислоцирована в посёлок Красный Бор (г. Смоленск).

## Вооружение и военная техника
49-я зенитная ракетная бригада оснащалась в разное время ЗРК «Круг», «Круг-М2», «Бук» и «Бук-М1-2».

## Командиры
- полковник Суриков Николай Поликарпович (1968—1971),
- полковник Рабчевский Виталий Александрович (1971—1972),
- полковник Кобелев Владимир Михайлович (1972—1975),
- подполковник Ситник Игорь Викторович (1975—1979),
- полковник Старин Анатолий Васильевич (1979—1982),
- подполковник Курзов Олег Яковлевич (1982—1984),
- полковник Поляков Олег Валентинович (1984—1986),
- подполковник Поправко Леонид Данилович (1986—1990),
- полковник Токмаков Николай Николаевич (1990—1994),
- полковник Тарасов Николай Васильевич (1994—1997),
- полковник Распопин Владимир Степанович (1997—2010),
- полковник Руденко Константин Андреевич (2010—2013),
- полковник Гришин Иван Иванович (с 2013 по 16.04.2022), погиб в районе г. Изюм, Харьковской обл. (Украина) во время российско-украинской войны.
- полковник Ищенко Василий Алексеевич (с 2022).

## Награды и почётные наименования
- Почётное наименование "гвардейская" (18 декабря 2023 года) — "за массовый героизм и отвагу, стойкость и мужество, проявленные личным составом бригады в боевых действиях по защите Отечества и государственных интересов в условиях вооружённых конфликтов"[3]